# فاركاش بوياي
فاركاش بوياي (بالمجرية: Farkas Bolyai)  (و. 1775 – 1856 م) هو رياضياتي، وشاعر، ومخترع من الإمبراطورية النمساوية، كان عضواً في الأكاديمية المجرية للعلوم، توفي في مدينة تارغو موريش، عن عمر يناهز 81 عاماً.

## التعليم
تعلم في جامعة غوتينغن.

## روابط خارجية
- فاركاس بولياي على موقع الموسوعة البريطانية (الإنجليزية)